# 格雷乔的圣诞马槽
《格雷乔的圣诞马槽》（Presepe di Greccio）是亚西西的圣方济各上层圣殿中湿壁画《方济各生平组画》二十八幅场景中的第十三幅，由乔托绘制于1295-1299年，尺寸为 230 x 270 厘米。
这幅画表现的是在1223年，圣方济各在格雷乔（列蒂省）设立的第一个耶稣降生场景。根据圣徒传记，在弥撒期间，一个有血有肉的孩子出现在摇篮里，方济各把他抱在怀里。从此产生了耶稣降生场景的传统。